# Johanna Agthe
Johanna Agthe (* 7. September 1941; † 20. Februar 2005) war eine deutsche Ethnologin.

## Leben und Wirken
Johanna Agthe war die Tochter des Verlagsbuchhändlers Siegfried Agthe und seiner Frau Margarethe. Die Familie musste sich nach dem Zweiten Weltkrieg als Heimatvertriebene neu orientieren und zog von Berlin über das Erzgebirge ins Sauerland.
Agthe ging zunächst in Brilon aufs Gymnasium, das Abitur erreichte sie in Hamburg. Im Jahre 1961 begann sie mit dem Studium an der Universität Göttingen und studierte zunächst Geschichte, dann ab 1963 Völkerkunde. In den Jahren 1964/65 studierte sie an der Universität Wien. Ihre Dissertation Die Abbildungen in Reiseberichten aus Ozeanien als Quelle für die Völkerkunde (16. bis 18. Jh.) schrieb sie ab 1967 wieder an der Universität Göttingen, wo sie auch von 1966 bis 1967 als Wissenschaftliche Hilfskraft tätig war.
Von 1968 bis 1970 war sie zunächst Volontärin, dann Wissenschaftliche Mitarbeiterin am Museum für Völkerkunde Berlin, wo sie u. a. in der Abteilung Südasien im Jahr 1968 eine Ausstellung zu Kunsthandwerk aus Indonesien mitverantwortete. Dort war sie die erste Leiterin des Junior-Museums, einer Innovation in deutschen ethnologischen Museen. Sie realisierte 1970 die Ausstellung Fetisch, Amulett und Talisman. Seit dieser Zeit war Afrika der Schwerpunkt ihrer Arbeit.
1971 begann Agthe im Museum für Völkerkunde in Frankfurt am Main als Museumsangestellte. 1973 wurde sie zur Kustodin ernannt, 1986 zur Oberkustodin und war damit stellvertretende Leiterin bis kurz vor ihrer vorzeitigen krankheitsbedingten Pensionierung im Jahr 2003. Sie baute seit 1974 eine bedeutende Sammlung zeitgenössischer afrikanischer Kunst auf. Dabei musste sie einige Widerstände überwinden, weil das Museum sich damals auf klassische afrikanische Kunst sowie die frühe Kolonialzeit konzentrierte und die Periode danach ausblendete. Den Übergang von den traditionellen Sammelobjekten zur zeitgenössischen Kunst bildete im Jahre 1975 die Ausstellung und Publikation Kunst? Handwerk in Afrika im Wandel. In der Ausstellung Tagewerke (1999/2000) zeigte sie die Verknüpfung zeitgenössischer Kunst aus Ostafrika mit der Lebenswirklichkeit der dortigen Menschen.
Deutlich näher an der klassischen Ethnologie war der Bestandskatalog Luba Hemba von 1983 über traditionelle afrikanische Plastik sowie die Ausstellung und Publikation Ehe die Gewehre kamen. Traditionelle Waffen in Afrika und der Bestandskatalog Waffen aus Zentral-Afrika (beide 1985).
Agthe unternahm zahlreiche Forschungsreisen nach Afrika, vor allem Kenia. Ein weiteres Reiseziel war Sumatra, was zur Ausstellung Arm durch Reichtum im Jahre 1979 führte.

## Veröffentlichungen
- Dreaming in pictures,  Museum der Weltkulturen Frankfurt am Main, 2001, ISBN 3-88270-404-7.
- Tagewerke – Bilder zur Arbeit in Afrika, Museum für Völkerkunde Frankfurt am Main, 1999, ISBN 3-88270-398-9.
- Ich habe sie studiert, Museum für Völkerkunde Frankfurt am Main, 1991, ISBN 3-88270-380-6.
- Mit Pinsel und Meissel, Museum für Völkerkunde  Frankfurt am Main, 1991
- Signs of the time, Museum für Völkerkunde Frankfurt am Main, 1991
- Wegzeichen, Museum für Völkerkunde  Frankfurt am Main, 1990, ISBN 3-88270-373-3.
- Ehe die Gewehre kamen, Museum für Völkerkunde  Frankfurt am Main, 1985, ISBN 978-3882703535.
- Waffen aus Zentral-Afrika, Museum für Völkerkunde Frankfurt am Main, 1985, ISBN 978-3882703542.
- Luba, Hemba, Museum für Völkerkunde  Frankfurt am Main, 1983, ISBN 3-88270-350-4.
- Arm durch Reichtum, Sumatra, Museum für Völkerkunde Frankfurt am Main, 1979
- Kunst?, Museum für Völkerkunde Frankfurt am Main, 1975
- Die Abbildungen in Reiseberichten aus Ozeanien als Quellen für die Völkerkunde, Dissertation, Göttingen, 1969